# Lamacha abscissalis
Lamacha abscissalis är en fjärilsart som beskrevs av Walker 1863. Lamacha abscissalis ingår i släktet Lamacha och familjen mott. Inga underarter finns listade i Catalogue of Life.